# Cryptocephalus rufofasciatus
Cryptocephalus rufofasciatus là một loài bọ cánh cứng trong họ Chrysomelidae. Loài này được Solsky miêu tả khoa học năm 1882.